# Lac Lalolalo
Vous lisez un « article de qualité » labellisé en 2022.
Le lac Lalolalo est un lac situé à Wallis, une île française de Polynésie, dans l'océan Pacifique occidental. Avec une superficie de 15,2 hectares et 88,5 mètres de profondeur, ce lac de cratère constitue la plus grande étendue d'eau de Wallis-et-Futuna. De forme circulaire, il est entouré de falaises abruptes qui rendent son accès difficile. Le lac communique avec la mer à travers des failles souterraines, ce qui cause une différence de salinité entre les eaux profondes et les eaux douces de surface, qui ne se mélangent pas. Ces failles sont empruntées par des anguilles qui se retrouvent à l'âge adulte dans le lac. Il n'est peuplé que par deux autres espèces de poissons introduites dans les années 1960. Les eaux du lac sont très sombres et l'oxygène disparaît au-delà des 10 mètres de profondeur. On y trouve plusieurs espèces d'algues et de phytoplancton adaptées à ce milieu.
Réserve d'eau douce de l'île, le lac Lalolalo alimente plusieurs sources d'eau potable, et joue un rôle symbolique essentiel pour la population wallisienne : il est considéré comme la force vitale qui régénère la vie. La forêt qui entoure le lac Lalolalo a constitué pendant très longtemps une zone sacrée et strictement réglementée, sous l'autorité du roi coutumier d'Uvea (Lavelua), mais elle a été défrichée ou endommagée à plusieurs reprises depuis le XXe siècle et n'existe pratiquement plus.

## Toponymie
Le nom Lalolalo vient du mot wallisien lalo, « en bas ». La répétition de ce terme met l'accent sur la profondeur du lac et l'importance de l'eau qu'il contient pour la population.

## Géographie

### Localisation
Le lac Lalolalo est situé au sud-ouest de l'île de Wallis, dans le district de Mu'a, à la frontière avec le district de Hahake. Il est bordé à l'est par la route territoriale RT1. C'est l'un des sept lacs que compte l'île.

### Origine
Le lac Lalolalo, tout comme les lacs Lanutavake et Lano, est d'origine volcanique. Ces trois lacs sont apparus à la fin de l'Holocène à la suite d'éruptions phréato-magmatiques ayant créé un maar. Il est d'origine plus récente que l'île de Wallis, apparue durant le Pléistocène.

### Topographie
La surface du lac s'élève à 1,3 m au-dessus du niveau de la mer. Sa profondeur est estimée à 88,5 mètres. Ses parois sont « d'une forme circulaire presque parfaite ». Il est entouré de falaises abruptes de 40 m à 50 m de haut qui rendent son accès difficile. Il s'étend sur 15,2 hectares.

### Géologie

Une éruption phréato-magmatique est à l'origine du lac Lalolalo, lac de cratère.

Le lac Lalolalo occupe un cratère issu de l'explosion phréato-magmatique d'un des nombreux volcans couvrant l'île d'Uvéa (Wallis). L'explosion datée de l'Holocène n'a laissé qu'un maar, c'est-à-dire que le cône volcanique s'il existait a été entièrement soufflé : aujourd'hui ne subsiste qu'un puits circulaire au milieu du substrat basaltique qui constitue l'île.
Les laves de ce volcan sont basaltiques et particulièrement riches en olivine, indiquant une origine profonde du magma (manteau terrestre). Il est généralement admis que la formation de l'île est reliée au point chaud des Samoa, mais celle-ci est datée du Miocène. L'âge très récent du volcanisme observé à Lalolalo (Holocène) est donc une énigme pour les scientifiques. L'hypothèse la plus probable est celle d'une anomalie thermique profonde ayant permis la formation nouvelle de magma, dans un contexte tectonique très actif où de nombreuses failles transformantes (fracturation Nord-fidjienne) constituent la frontière entre les plaques pacifique et australienne.

### Caractéristiques physico-chimiques

Schéma montrant le taux d'oxygène (en bleu), la salinité (en gris) et le pH (en vert) du lac Lalolalo en fonction de sa profondeur.

Le lac Lalolalo est un lac méromictique, c'est-à-dire que ses eaux de surface ne se mélangent pas avec les eaux de profondeur. Cela s'explique par sa situation protégée au sein d'un cratère volcanique, peu touché par les tempêtes et cyclones.
La chimiocline (limite entre les eaux de surface et de profondeur) se situe vers 10 m de profondeur : au-delà, il n'y a plus d'oxygène. La température est d'environ 31,7 °C et descend à 27,1 °C à 20 m de profondeur. Une forte halocline est également observée : les eaux de surface sont à la limite entre eau douce et eau saumâtre, tandis que les eaux profondes ont une salinité de 48 mS/cm, proche de celle de l'eau de mer. En conséquence, les eaux du lac sont assez alcalines avec un pH de 8,5 en surface, mais deviennent acides (pH de 6,8) assez rapidement. Après 7 m de profondeur, la teneur en sulfure augmente fortement. Les eaux du lac sont très sombres et la lumière ne pénètre que jusqu'à quelques mètres.
La forte teneur en sel des eaux profondes du lac (à partir de 45 m) est liée à une communication souterraine avec les eaux du lagon, : des failles dans la roche le relient au littoral. Ces failles sont encore mal connues. La roche-mère est assez jeune d'un point de vue géologique, et donc perméable, mais les marées n'ont pas d'influence sur le niveau du lac. La présence d'anguilles laisse toutefois penser que la connexion entre la mer et le lac est toujours présente, et qu'il ne s'agit pas d'une faille qui se serait refermée.
« Le Lac Lalolalo présente des valeurs relativement élevées en ions chlorures (440 mg/l), magnésium (23 mg/l), sulfates (67 mg/l) et sodium (264 mg/l) ». Les caractéristiques chimiques des eaux du lac Lalolalo sont indicatrices de l'érosion des roches basaltiques volcaniques par des sources extérieure d'eau douce (pluie) ou salée (mer). Mais l'eau de pluie ne semble pas être l'apport principal du lac ; au contraire, les eaux marines fournissent la majorité des éléments observés. Ainsi, la moitié du strontium présent s'explique par un apport extérieur d'eau de mer.

## Faune et flore

### Faune

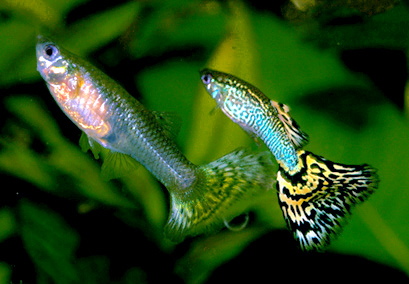
Le guppy, espèce introduite dans le lac Lalolalo.

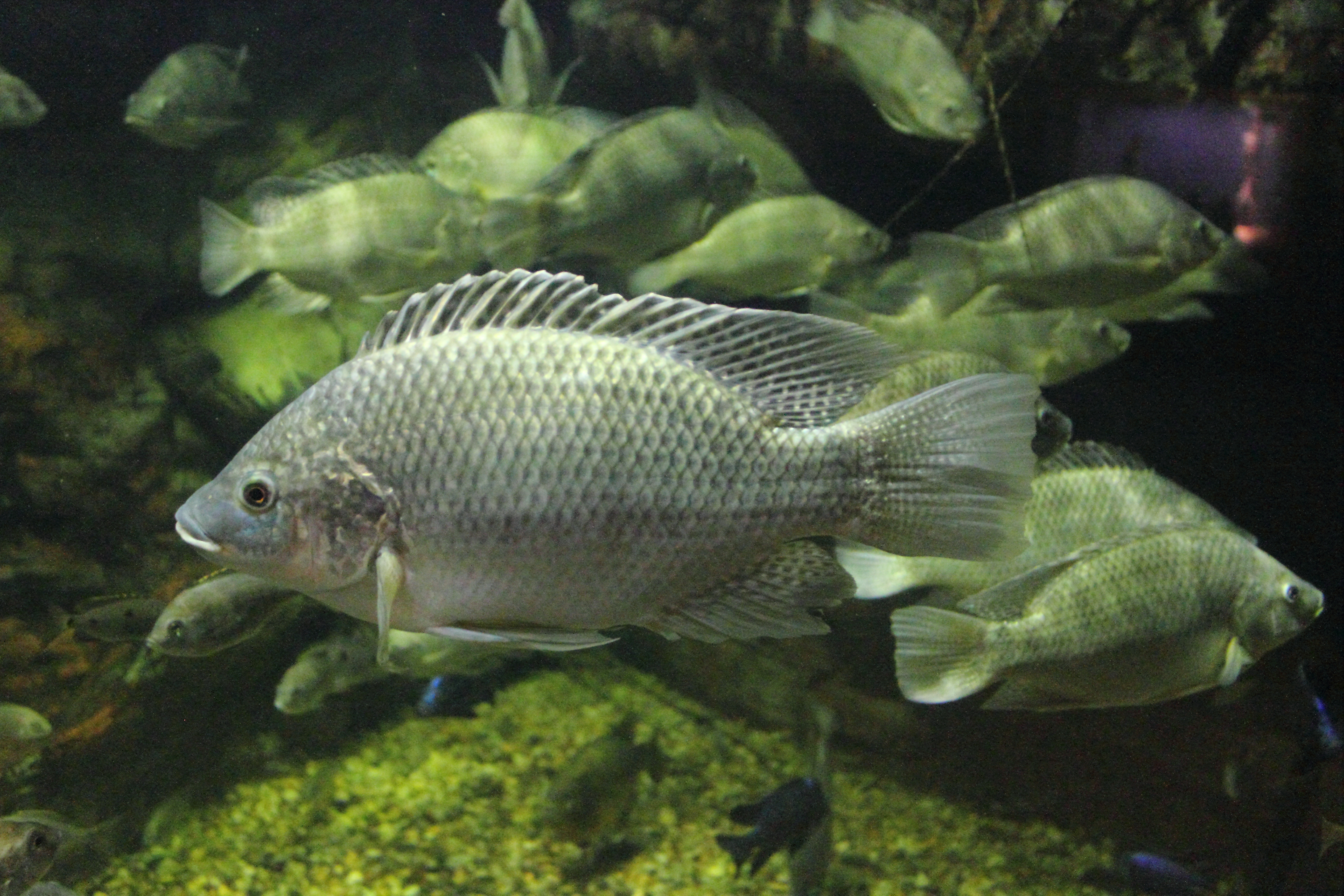
Le tilapia du Mozambique est introduit en 1966 dans le lac.

Le lac Lalolalo abrite trois espèces de poissons : le tilapia du Mozambique (Oreochromis mossambicus), introduit en 1966 pour réduire les populations de moustiques et fournir du poisson à la population ; le guppy (Poecilia reticulata) (introduit) ainsi que Anguilla obscura, espèce autochtone. La présence de cette dernière espèce d'anguille, qui naît dans les eaux salées de l'océan Pacifique, est surprenante. Lalolalo est le seul des sept lacs de Wallis où elle est présente. Une étude de 2015 a montré que les anguilles pénètrent dans le lac depuis l'océan Pacifique lorsqu'elles sont encore au stade de civelles, à travers des failles souterraines qui communiquent avec le littoral. Néanmoins, ces failles sont trop étroites pour laisser repartir les poissons adultes, qui passent donc le reste de leur vie dans le lac. Ces anguilles ne peuvent rejoindre leur lieu de ponte dans le Pacifique et ne se reproduisent pas : aucune larve n'a été observée dans le lac. Une étude de 2006 conclut que « le lac Lalolalo, avec sa population (…) d'anguilles obscures, présent[e] un intérêt scientifique et patrimonial indéniable ».
Sept espèces d'ostracodes (des crustacés microscopiques) sont également présentes dans le lac. Plusieurs espèces d'insectes ont été observées autour du lac, notamment des leptoceridés et des libellules (odonates).
Le zooplancton du lac Lalolalo est constitué de rotifères qui supportent bien la salinité du lac. La plupart des espèces ont été observées dans la chimiocline, entre 9 et 10 m de profondeur.

### Flore
La zone photique (où a lieu la photosynthèse) s'étend jusqu'à 4 mètres de profondeur. À partir de 10 mètres, l'oxygène est absent et « la salinité augmente à partir de 15 m pour atteindre au fond une valeur identique à celle des eaux littorales ». On trouve dans les eaux de surface « de fortes concentrations d'algues unicellulaires », ainsi que des cyanophycées et des chlorophycées. Ces organismes sont des espèces qui résistent mieux à la salinité des eaux du lac[réf. nécessaire].
Neuf espèces de phytoplancton ont été répertoriées, un nombre plus faible qu'à Lanutavake ou Lano. Ces flagellés appartiennent aux genres Gymnodinium (en), Peridinium, Cryptomonas (en)et Chlamydomonas. Ce sont des espèces assez répandues mondialement, qui ont sans doute été apportées dans le lac par le vent, la pluie ou les oiseaux. Il est possible que le lac abrite quelques espèces endémiques de Perinidium. Outre ces algues, des ciliés (organismes unicellulaires) ont également été observés dans les eaux de surface ainsi qu'entre 10 m et 15 m, où leur diversité est plus importante. À 35 m de profondeur, il n'y a plus qu'une seule espèce de ciliés, et aucune à 50 m.
Les abords du lac sont constitués par une forêt dense rassemblant de nombreuses espèces sempervirentes. Grâce à la présence du lac, ainsi que la protection dont jouit cet espace, les arbres qui y poussent sont souvent plus hauts et avec un plus grand diamètre. Cette forêt jouit d'une protection par les autorités coutumières et pendant longtemps, l'abattage des arbres restait exceptionnel. En cas d'incendie sur l'île, les animaux peuvent y trouver refuge car son humidité rend l'endroit plus frais. Cette forêt, d'une centaine d'hectares, fait partie des dernières zones de forêt primaire qui existent encore à Wallis. La forêt primaire occupait autrefois la majeure partie de l'île mais a quasiment disparu du fait de l'exploitation humaine (cf infra). Cette forêt subsiste à l'est du cratère.

## Importance symbolique

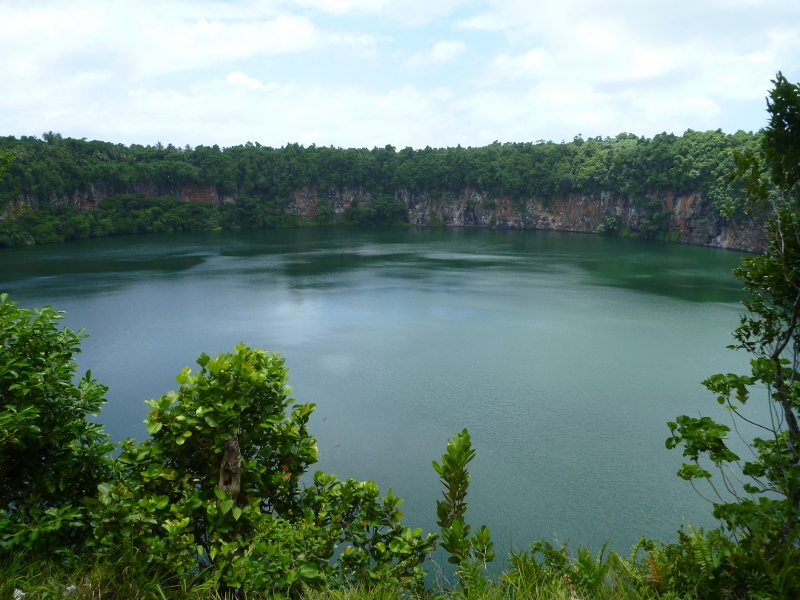
Le lac Lalolalo en 2012.

### Source de vie
Les parois du lac Lalolalo sont entourées d'une forêt épaisse, que les Wallisiens considèrent comme sacrée et qu'ils nomment vao tapu. L'ethnologue Hélène Guiot indique que « les Wallisiens (…) lui accordent une importance fondamentale ». Le lac et sa forêt sont un symbole de vitalité et sont à l'origine de la vie. En effet, les arbres, en poussant très haut, étaient considérés comme ceux qui apportaient la pluie ; le lac recueille les eaux et les redistribue ensuite à travers les multiples cours d'eau ; cette eau irrigue enfin les cultures et leur permet de croître. Ainsi, « le vao tapu redistribue de façon continue et équitable ses bienfaits, il régule les flux hydriques et le partage de l'eau ». Plus généralement, le lac et ses environs apportent de la fraîcheur, ce qui est un signe de leur bon fonctionnement dans la régénération de la vie. On retrouve des espaces similaires dans le reste de la Polynésie, chez les Maoris de Nouvelle-Zélande ou à Hawaï.
Dans la religion traditionnelle wallisienne, les anguilles présentes dans le lac sont vues comme des divinités tutélaires qui protègent les sources d'eau douce. Les anguilles sont associées à la fertilité et à la vitalité, « capables (…) de féconder une femme ou d'engendrer le premier représentant d'une espèce végétale [comme] le cocotier ». Les anguilles sont également identifiées symboliquement aux arbres du vao tapu en raison de leur grande taille,. Jusqu'au début du XXe siècle, les anguilles sacrées du lac sont nourries par la population depuis un surplomb rocheux.
Pour la population, le bois qui pousse dans cette forêt est de meilleure qualité que dans le reste de l'île, et fournit des essences nobles. Le vao tapu est perçu comme étant à l'origine de toutes les espèces végétales présentes à Wallis - même si en réalité, un bon nombre ont été apportées par l'homme.

### Le domaine des dieux
Avant l'arrivée des missionnaires et la conversion au catholicisme, le vao tapu entourant le lac était considéré comme le domaine des divinités wallisiennes, notamment le dieu de la pluie. « Même si des dieux étaient présents dans toute l'île, leur concentration particulièrement dense dans le vao tapu conférait indéniablement à celui-ci son caractère sacré ». Par conséquent, quiconque pénétrait dans cet espace sacré devait faire très attention, saluer les dieux présents et adopter un comportement respectueux. L'endroit inspire la crainte. Si un charpentier venait y couper un arbre, il devait être très précautionneux, et si une femme venait y cueillir une fleur pour un collier, elle devait le faire sans la regarder en face (une marque de respect dans la culture wallisienne). Hélène Guiot note que ces attitudes de respect sont les mêmes que celles adoptées par la population en présence du Lavelua ou de la chefferie.
Les abords du lac Lalolalo ont également constitué un refuge pour ceux qui « ont enfreint l'ordre social » : couples illicites, meurtriers… « Par son séjour en ce lieu, le fugitif était lavé de ses fautes », puisqu'il avait quitté le monde humain pour rejoindre le domaine des dieux.
Près du lac se trouve une terrasse sur laquelle se situe une plateforme rectangulaire de 12 m de long et 7 m de large, recouverte de cailloux en basalte. D'après Hélène Guiot, cet endroit était probablement utilisé comme lieu de résidence et de rituels par un prêtre de la religion pré-chrétienne. Un escalier a été aménagé dans la roche, et on y trouve peut-être des sépultures.

## Protection coutumière et usages

### Contrôle

Localisation du lac Lalolalo et de la forêt sacrée l'entourant (vao tapu) telle que mesurée en 1960 (en rouge).

L'espace autour du lac Lalolalo est marqué d'un interdit (tapu) et ne peut être approprié par personne. Il est contrôlé par la chefferie et est sous l'autorité directe du Lavelua (roi coutumier de Wallis), qui peut décider d'imposer ou de lever temporairement des interdits. En assurant la préservation de la forêt, le roi est donc le garant des bonnes conditions de vie de la population.
Pour l'anthropologue Sophie Chave-Dartoen, c'est autour des années 1870 et la rédaction du Code de Wallis par l'évêque Pierre Bataillon que les terres de Wallis sont réparties en deux grandes catégories (les terres familiales d'un côté, de l'autre les terres communautaires) et que le lac Lalolalo et la forêt qui l'entoure passent officiellement sous la responsabilité du roi (Lavelua).
Un chemin, dénommé kele tapu (« chemin tabou »), délimité par des murets de pierre et dont certains vestiges subsistent encore à la fin du XXe siècle, a été tracé pour délimiter le vao tapu et vérifier que les terres des familles habitant aux alentours n'y empiètent pas. L'entretien de ce chemin faisait partie des travaux collectifs (fatogia) imposés aux villageois et était effectué à tour de rôle par les habitants des trois districts de Wallis.

### Interdits
La zone autour du lac est marquée par plusieurs interdits, qui ont été respectés jusqu'au milieu du XXe siècle :
- il est tout d'abord prohibé de couper des arbres « de façon inconsidérée »[32] : il est nécessaire de laisser pousser les arbres sans intervention humaine et de les laisser atteindre une hauteur suffisante, d'où ils pourront attirer la pluie et ainsi régénérer la force vitale de l'île[32] ;
- la culture d'ignames ou de taro n'est pas autorisée, car apportés par l'humain, ces tubercules ne sont pas jugés suffisamment grands pour pouvoir attirer la pluie et produiraient trop de feuilles mortes[32] ;
- de même, il n'est pas autorisé de planter des arbres, car les humains n'ont pas la capacité de régénérer la vie[32] ;
- en conséquence, il est interdit de tuer les oiseaux dans cette forêt, car en dispersant les graines, ils favorisent la dissémination des espèces végétales, notamment les arbres[32] ;
- enfin, le prélèvement des pierres est soumis à autorisation, car elles conservent l'humidité et peuvent abriter des petites divinités[32].

En cas de non-respect de ces interdits, une amende pouvait être prononcée, sous forme d'offrande de cochon et de nourriture aux chefs coutumiers.

### Autorisations
Il était possible de demander l'autorisation à la chefferie de couper un arbre pour construire la maison d'un noble ('aliki). Les charpentiers qui pouvaient pénétrer dans la forêt « étaient des spécialistes reconnus, maîtrisant un corpus de connaissances les plaçant au-dessus du reste de la population ». Dans ce cas, la demande était faite au chef de district en lui apportant une racine de kava, et il n'était possible de couper qu'un seul arbre à la fois, afin de ne pas trop perturber la forêt. L’abattage et le transport du bois coupé devait se faire en minimisant l'impact sur la végétation.
Des pierres se trouvent dans la forêt autour du lac. Il s'agit du basalte qui a été projeté lors de l'éruption qui a donné naissance au volcan. Certaines pierres de grande taille ont été prélevées, notamment pour la construction de la cathédrale de Mata-Utu de 1854 à 1856. Hélène Guiot émet l'hypothèse qu'« avant l'arrivée des Européens, végétaux et minéraux du vao tapu n'étaient utilisables que pour les constructions de prestige destinées aux chefs ou aux prêtres de l'ancienne religion (…) le vao tapu ne délivrait certains de ses bienfaits qu'aux catégories sociales privilégiées ».
Ainsi, la protection coutumière sur le lac et son environnement a renforcé le prestige des chefs qui avaient une pirogue ou une maison construite avec un arbre venant de la forêt sacrée et qu'ils pouvaient mettre en avant. Cela a également contribué à la préservation du vao tapu, puisque les chefs avaient intérêt à préserver cette réserve d'arbres réputés.

### Exploitation humaine
À partir du XXe siècle, les tabous sur le vao tapu ont connu plusieurs exceptions, ouvrant la voie à l'exploitation de la forêt autour du lac et sa disparition progressive. Le lac en lui-même est peu affecté par les activités humaines.

#### Début duXXesiècle
En 1915, un cyclone frappe l'île de Wallis, détruisant de nombreuses cultures vivrières. Face à la famine durablement installée pendant plus d'un an, le roi Sosefo Mautamakia II prend la décision de lever le tabou en 1917 : les arbres autour du lac Lalolalo sont abattus pour planter des cultures. Cependant, après la récolte, des arbres à croissance rapide sont replantés pour faire en sorte que la végétation d'origine repousse, et pendant deux ans, il devient totalement interdit d'entrer dans cet espace.
En 1936, les cultures vivrières reprennent dans la forêt autour du lac, notamment pour pouvoir cultiver suffisamment de nourriture en vue des grandes cérémonies coutumières (katoaga) célébrant le centenaire de l'arrivée des missionnaires. À cette époque, le royaume d'Uvea n'a plus de roi, et c'est le résident de France Jean-Joseph David qui assume ce rôle. L'historien Guillaume Lachenal estime que le défrichage de la forêt sacrée, « transgression d'un interdit majeur », est due à la pression du résident. Pour Hélène Guiot, « c'est donc à cette époque que l'homme, sans raison autre que de convenance personnelle, commença à empiéter sur le domaine du vao tapu ».

#### Seconde Guerre mondiale
Durant la Seconde Guerre mondiale, l'armée américaine trace une route (qui deviendra la RT1) et coupe à travers le nord-ouest du vao tapu. En réponse, les chefs coutumiers décident en 1955 de créer des zones forestières protégées équivalentes dans chaque district, et qui dans la vision wallisienne, jouent le même rôle de régénération du vivant.
À la fin de la présence des Américains à Wallis, en 1945, ces derniers se débarrassent de leur équipement et de munitions en le précipitant dans plusieurs lacs,. D'après Anne-Marie d'Hauteserre, certains habitants plongeaient pour récupérer des explosifs, afin de pratiquer la pêche à la dynamite dans le lagon.

#### Années 1960-2020
Au début des années 1960, la forêt sacrée entourant le lac est délimitée par des poteaux, des pierres et du ciment, afin de bien matérialiser la limite de cet espace. Mais en 1966, un cyclone détruit l'ouest de la forêt, et des incendies se déclarent quelques semaines plus tard.
À partir de 1982, « alors que la végétation naturelle avait retrouvé son dynamisme », le Lavelua Tomasi Kulimoetoke autorise à nouveau le défrichage de la forêt pour laisser place à la culture de tubercules, à la suite d'une demande des chefs de Falaleu et Ha'afuasia, qui souhaitent une récolte abondante pour un katoaga. Cette décision est critiquée par la population. Sophie Chave-Dartoen indique que « en acceptant [les empiétements successifs], le roi fit preuve de miséricorde, donnant de la terre à qui en nécessitait, mais ces dons sont aussi critiqués ».
En 1988, un plan de reboisement a été mis en œuvre à la demande des autorités coutumières, avec des espèces locales. Malgré ces initiatives, Hélène Guiot écrit en 1998 : « aujourd'hui, il ne subsiste plus que des lambeaux du vao tapu originel ».
Un rapport de 2017 indique que « le tabou a été levé il y a quelques années » et que les cultures ont repris. Cependant, les jachères ont été ensuite abandonnées et ont été recouvertes de lianes Merremia peltata. En 2021, des cultures sont à nouveau pratiquées dans le vao tapu. Les Wallisiens tiennent la destruction du vao tapu pour responsable d'une partie de la sécheresse que connait l'île de Wallis.

#### Aménagement touristique (2018)

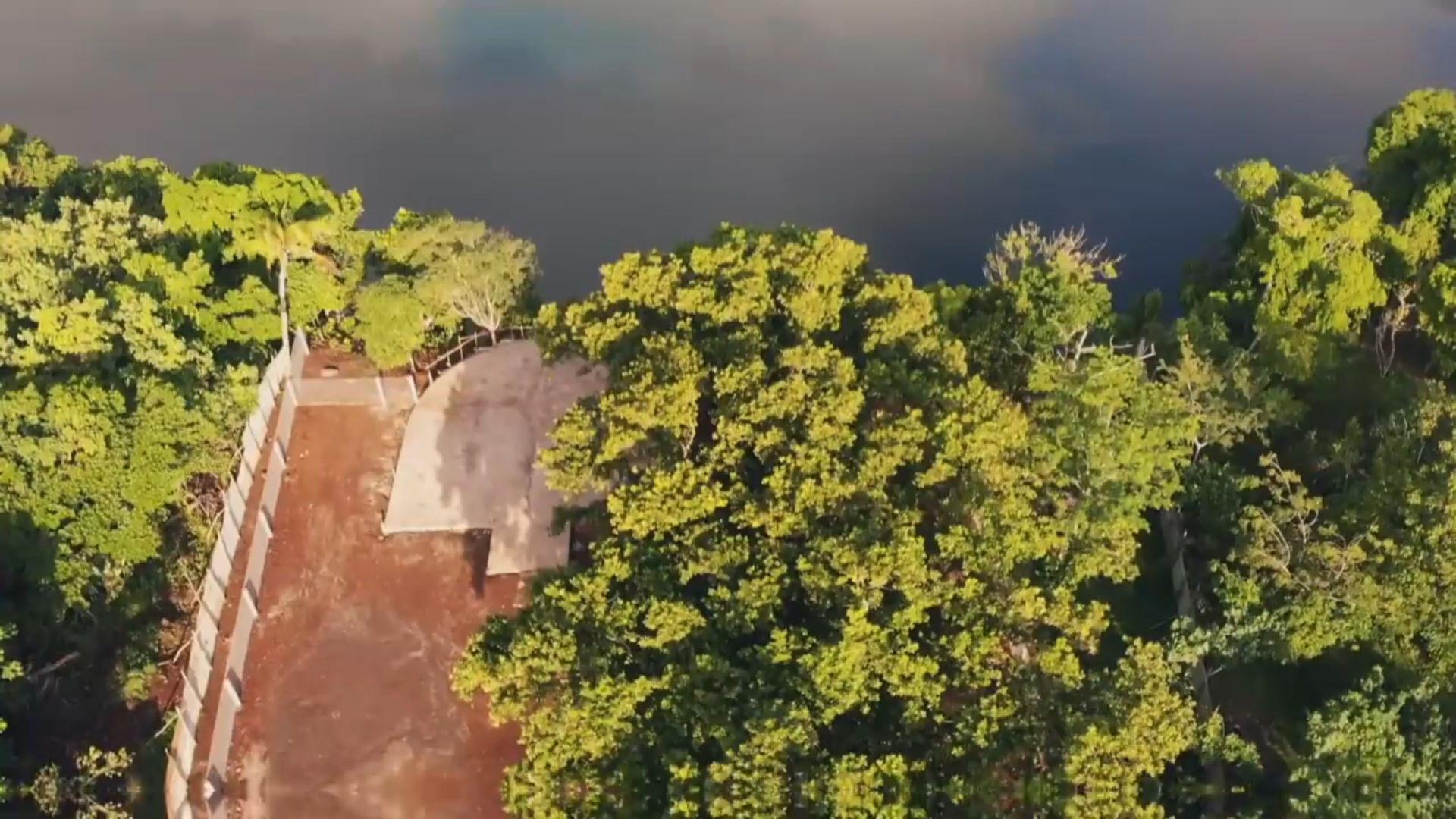
Le belvédère du lac, vu par un drone, en septembre 2018.

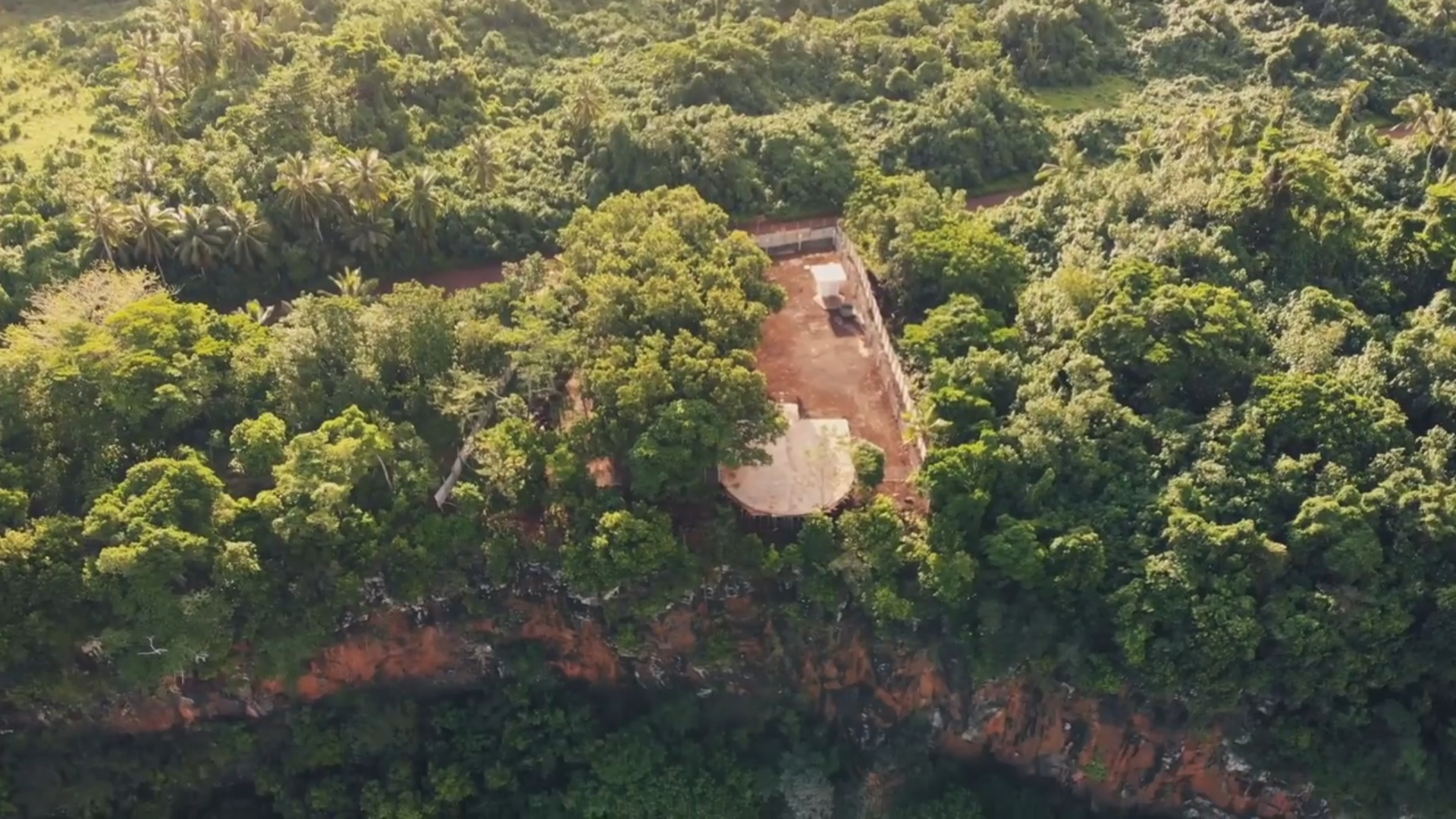
Autre vue du belvédère et des falaises du lac.

À la fin du XXe siècle, le lac Lalolalo est devenu un des sites touristiques de Wallis. En 2018, un belvédère a été aménagé pour sécuriser l'accès pour les touristes, avec des barrières et des sanitaires.

### Explications de la surexploitation
Pour l'ethnologue Hélène Guiot, la vision polynésienne de l'environnement et les représentations culturelles associées au lac Lalolalo et à sa forêt ont permis sa préservation et sa gestion durable, en impliquant la population dans sa conservation. Néanmoins, les croyances traditionnelles et les pratiques de protection de l'environnement associées sont moins transmises qu'auparavant aux jeunes générations, ce qui pourrait expliquer les défrichements accrus. Un rapport de l'Union internationale pour la conservation de la nature (UICN) de 1991 estime que les lois coutumières non écrites ne sont plus suffisantes pour assurer la pérennité de la forêt primaire, et qu'une législation serait nécessaire afin de créer une aire protégée.

## Dans la littérature

### Tradition orale
Le lac Lalolalo est présent dans de nombreux récits de la tradition orale wallisienne. L'anthropologue E.G. Burrows recueille ainsi en 1932 un conte sur « l'énorme anguille » du lac. Pour les Wallisiens, ces anguilles naissaient dans le lac avant d'aller irriguer l'ensemble de l'île à travers des sources d'eau douce, dont elles constituaient des divinités protectrices.

### Littérature
Les anguilles du lac Lalolalo sont évoquées dans l'album jeunesse de Yannick Prigent, Le secret des anguilles aveugles du lac Lopolopo, publié en Nouvelle-Calédonie en 2013,.